# Zhao Peng
Zhao Peng (förenklad kinesiska: 赵鹏; traditionell kinesiska: 趙鵬; pinyin: Zhào Péng; född den 20 juni 1983) är en kinesisk före detta professionell fotbollsspelare. 

## Klubbkarriär
Zhao Peng fick en framträdande plats i Henan Construction när han med laget vann Chinese League One säsongen 2006 och vart uppflyttade till Kinas högsta liga, Chinese Super League. Följande säsong kämpade laget mot nedflyttning under stora delar av säsongen och slutade till slut på en tolfte plats i ligan, 7 poäng ner till laget som flyttades ner. Säsongen därpå etablerade sig laget på riktigt i ligan och säsongen 2009 slutade man på en 3:e plats, klubbens bästa någonsin vilket även ledde till att laget fick en chans att kvala sig till AFC Champions League för första gången.
Den 1 januari 2013 köpte Guangzhou Evergrande Zhao, Yi Teng och Zeng Cheng.

## Landslagskarriär
Zhao Peng gjorde sin debut för Kinas landslag den 29 maj 2009 i en träningsmatch mot Tyskland som slutade 1–1. Han fortsatte därefter att kontinuerligt spela träningsmatcher med Kina, den 30 september 2009 gjorde han sitt debutmål i landslaget, detta i en träningsmatch mot Botswana i en match som slutade 4–1 i Kinas favör.

## Landslagsmål
Matcher och resultat. Kinas mål visas först.
| Nr | Datum             | Arena          | Motståndare | Mål | Resultat | Typ av match  |
| -- | ----------------- | -------------- | ----------- | --- | -------- | ------------- |
| 1  | 30 september 2009 | Hohhot, Kina   | Botswana    | 3–0 | 4–1      | Träningsmatch |
| 2  | 8 oktober 2010    | Kunming, Kina  | Syrien      | 1–0 | 2–1      | Träningsmatch |
| 3  | 2 januari 2011    | Doha, Qatar    | Irak        | 2–2 | 3–2      | Träningsmatch |
| 4  | 10 augusti 2011   | Hefei, Kina    | Jamaica     | 1–0 | 1–0      | Träningsmatch |
| 5  | 14 november 2012  | Shanghai, Kina | Nya Zeeland | 1–0 | 1–1      | Träningsmatch |

## Meriter

### Inom klubblag
- Henan Construction

China League One: 2006

### Inom landslag
Kinas landslag
- Östasiatiska mästerskapet: 2010